# Pascual Carles Alfonso
Pascual Carles Alfonso (Grau de València, 1832 - València, 1900) fou un polític i empresari valencià. Era fill d'un botiguer i amb els anys va ampliar el negoci del seu pare i va instal·lar una fàbrica de sabó. De jove professava idees republicanes i participà en la revolució de 1868. També fou actiu en la insurrecció de 1869 i en la revolta cantó de València. Fou elegit diputat pel districte del Mercat de València dins les files del Partit Republicà Democràtic Federal a les eleccions generals espanyoles de 1873.
Un cop es va imposar la restauració borbònica deixà la política per a dedicar-se als negocis immobiliaris i de la construcció al barri d'Almodóvar (València). Alhora, el 1876 aconseguí un contracte per al tramvia a València i fou un dels impulsors de la línia ferroviària de Godella a Catarroja.